# PPN Jokery
Die PPN Jokery (auch Jokeri oder transliteriert Džokeri; deutsch: „Die Joker“, im Sinne einer besonders wertvollen Sache, die man zur gegebenen Zeit einsetzen kann) war die Spezialeinheit des IV. Bataillons der Militärpolizei des Kroatischen Verteidigungsrats (HVO) während des Bosnienkriegs (1992–1995). Angehörige der Einheit waren maßgeblich am Massaker von Ahmići am 16. April 1993 beteiligt, bei dem zwischen 117 und 120 Bosniaken getötet wurden. Die zum Zeitpunkt des Massakers von Anto Furundžija geführte PPN Jokery bestand aus etwa 30 Mann und hatte besondere Aufgaben wie Beobachtung, militärische Aufklärung, die Sicherung von Transporten und die Abwehr von Sabotage.

## Geschichte

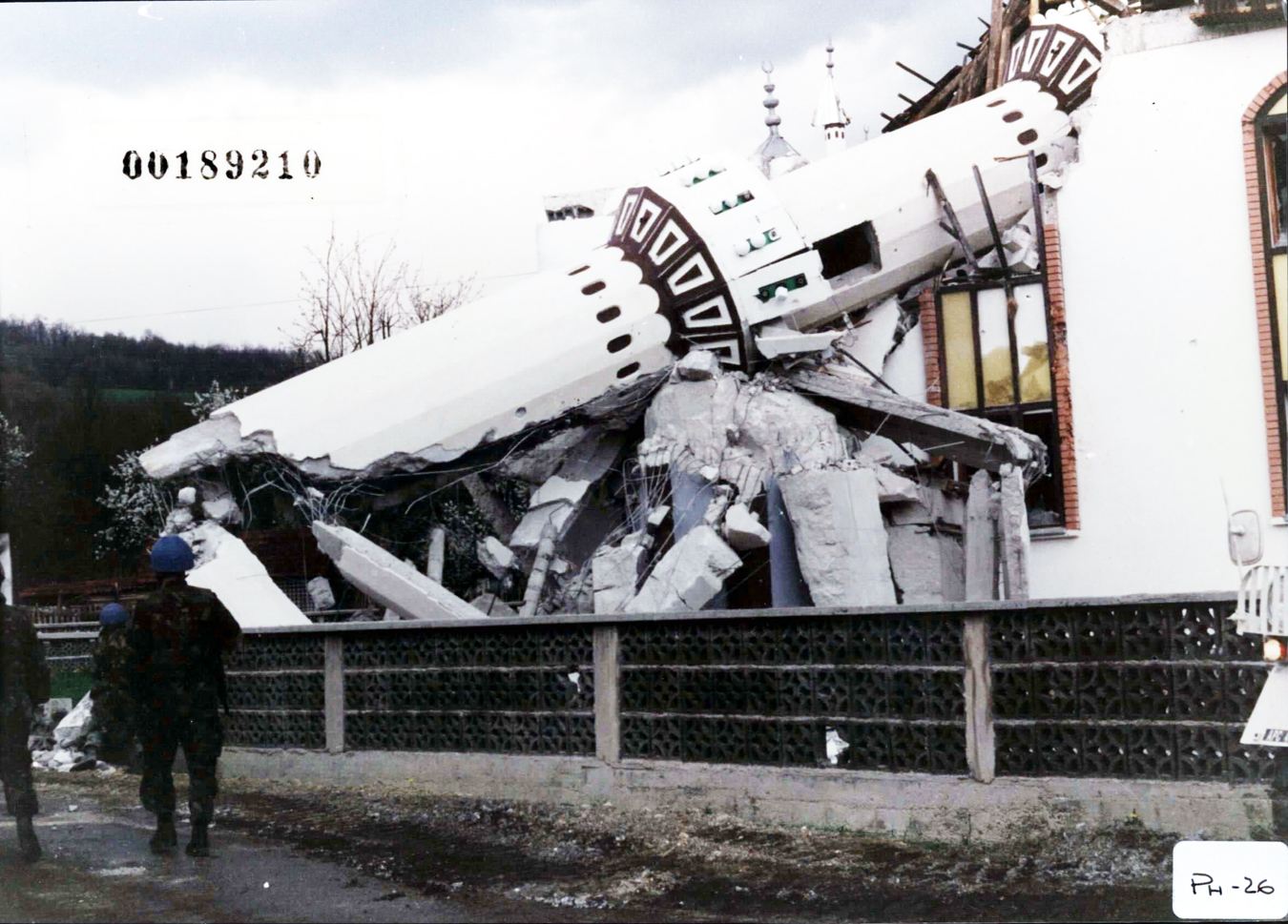
Die Moschee von Ahmići wurde von Männern der PPN Jokery (darunter Miroslav Bralo) gesprengt. Am Tag des Angriffes hatten sich darin bosniakische Kämpfer verbarrikadiert.

Die Einheit wurde zu Beginn des Bosnienkriegs aufgestellt und war anscheinend als unabhängige Einheit direkt dem Hauptquartier der HVO-Operationszone Zentralbosnien mit Sitz in Vitez unterstellt. Während des kroatisch-bosniakischen Kriegs wurde die Einheit als mobile Reserve für die von bosnisch-kroatischen Truppen gehaltene Vitez-Enklave (Regionen um Vitez, Busovača und Novi Travnik) eingesetzt. Vermutlich im Januar 1993 wurde die PPN Jokery als „Interventions“- bzw. „Antiterroreinheit“ der Militärpolizei untergeordnet, die unter dem Befehl von Zvonko Vuković stand. Sie gehörte zum IV. Bataillon der Militärpolizei unter dem Kommando von Paško Ljubičić (* 1965).
Die Einheit war zum Zeitpunkt des Massakers in Nadioci (etwa 5 km östlich von Vitez) im sogenannten „Bungalow“ stationiert, in Friedenszeiten ein Holzhaus mit Restaurant und Übernachtungsmöglichkeit.

## Ausrüstung
Entsprechend ihrer Verwendung war die Einheit gut mit persönlichen Waffen (Sturmgewehren, Handgranaten, Flakwesten und Funkgeräten) ausgerüstet.
Sie verfügte in der Regel nicht über schwere Waffen mit Ausnahme von Panzerbüchsen. Ihre gut ausgebildeten Angehörigen sollen neben den üblichen Kampfanzügen in Tarnmuster auch solche in vollständigem Schwarz getragen haben.

## Bekannte Angehörige
- Anto Furundžija (* 1969), Kommandeur der Einheit, verurteilt zu 10 Jahren Haft
- Miroslav Bralo (* 1967), genannt Cicko, verurteilt zu 20 Jahren Haft